# 劉毅 (東晋)
劉毅（りゅう き、? ｰ 義熙8年10月22日（412年12月11日））は、東晋の武将。字は希楽、小字は盤龍。沛国沛県の人。
桓玄の帝位簒奪に際して、劉裕や何無忌らと共に反桓玄の兵を挙げこれを打倒し、またその後の盧循の乱の平定に貢献、衛将軍・荊州刺史に就任した。しかし劉裕への不満を抱いていた事を逆に察知され、攻められて敗死した。

## 生涯
劉毅は大きな志もなく、家業を継ぐ事もなかった。彼は初めに徐州で士官し、その後桓弘の命により軍に従事した。

### 義勇軍結成
元興2年（403年）、大将軍の桓玄が東晋の安帝より帝位を簒奪し、新たに楚（桓楚）の創業を宣言した。翌元興3年（404年）に北府軍の将軍であった劉裕が同僚の何無忌らと共に桓玄打倒の兵を挙げると、かねてより何無忌と親交のあった劉毅はこれに加わった。この際何無忌から「桓氏一族の力は強大だが、これを倒せるのか？」と尋ねられると、劉毅は「強い弱いは天下が決める事であり、道義に背けば強者も即ち弱者となる。全てはただ、大事を成せる領袖の存否に掛かっている」と答えた。さらに何無忌が「天下に英雄はいない」と述べると、劉毅は「劉裕がいるではないか」と答えた。何無忌は笑ってそれ以上答えなかったが、このやり取りを経た彼は劉毅を計画に引き入れる事とした。挙兵を決意した劉裕は劉毅に自身の異母弟である劉道規や孟昶らと共に江北へと向かい、青州刺史の桓弘を殺害して広陵を制圧するように命じた。2月丙辰日（3月25日）、かくして劉毅らは計画に成功し、時を同じくして挙兵した劉裕もまた首尾よく京口の制圧に成功した。翌日劉毅は劉裕と合流し、劉裕の指揮の下建康の攻撃に向かった。
桓玄の従兄弟の桓謙（桓沖の子）の軍が敗れ、桓玄が都を捨てて逃走すると、冠軍将軍・青州刺史に任じられた劉毅は何無忌や劉道規らの軍を率いて桓玄を追撃した。桓玄は西の江陵へと逃れたが何無忌の軍がこれを破り、尋陽へと進駐した。劉毅は自ら兵を率いて再編成された桓玄の軍を討つべく進軍し、5月癸酉日（6月10日）に桓玄の軍と崢嶸洲で遭遇した。劉毅は風向きに乗じて火計を実行し、また精鋭軍を派兵して進攻させ大勝を収めた。桓玄は再び江陵へと退き、また敵将の郭銓を降伏させた。その後桓玄軍の劉統・馮稚らが尋陽を落とすと、劉毅は劉裕の従兄である劉懐粛を派遣してこれを再度奪還した。

### 桓氏掃討
桓玄は安帝を伴い江陵の地を放棄してさらに西の蜀の地へと逃れたが、5月壬午日（6月19日）、子の桓昇とともに益州都護の馮遷によって殺害された。劉毅ら反乱軍は江陵の地にて安帝を迎えて復位させるなど束の間の平穏を過ごしたが、その数日後に桓玄の甥にあたる桓振が桓楚の残党らを率いて挙兵し、再び安帝の身柄を奪取した。何無忌らが進攻に乗り出すもこれに敗北し、劉毅も残った軍勢を集めて尋陽へと撤退した。江陵の陥落の責を負って劉毅は将軍位を解任されたが、すぐに何無忌らの対桓振軍戦線の都督に任じられた。桓振軍の桓謙と馮該はそれぞれ魯山城と偃月塁を防備していたが、劉毅は何無忌・劉道規の両者に兵を二手に分けて進攻させ、二城を陥落させた。十二月に巴陵を制圧した劉毅の軍は非常に統制が取れており、行軍時には現地の住民達に危害を加えなかったため、劉裕は劉毅を兗州刺史に任命した。
義熙元年（405年）1月、劉毅は桓振軍の討伐に当たっていた南陽郡太守の魯宗之の援軍として江陵に向かい、馮該を撃破し桓謙を敗走させ、残った卞範之ら桓玄の元取り巻き達を処刑した。3月、桓振の反撃に遭い荊州刺史の司馬休之が敗走し、劉懐粛の軍が桓振軍と膠着状態になると、劉毅は広武将軍の唐興を援軍に向かわせ、ついに桓振を討ち取った。その後劉毅は桓楚の残党を掃討し、撫軍将軍および豫揚二州都督に任じられ、さらに翌義熙2年（406年）には晋室復興の功により南平公に封じられた。

### 盧循の乱
義熙6年（410年）、五斗米道の一派である盧循の乱が発生すると、この討伐に当たった何無忌が戦死するなど朝廷には激震が走った。劉毅は討伐軍の指揮が予定されていたが出兵時には病に罹っており、その後南燕討伐から帰還した劉裕より回復を待って出兵するなら、その後長江上流の要地の指揮権を譲り渡す旨の打診の手紙を受け取った。これを読んだ劉毅は、自身の軍才が劉裕より優れていると自認していたにもかかわらず、忠告を受けた事に激怒し、自ら20000人の水軍を率いて出兵した。盧循軍の武将であった徐道覆は劉毅の出兵を知ると、全面決戦を決意し盧循と合流して東下した。5月戊午日（6月24日）、両軍は桑落洲にて衝突したが、劉毅の軍は大敗し、劉毅自身も船を捨てて数百人余りの兵士と共に徒歩で逃亡した。残りの兵士たちは捕らえられ、捨てられた荷物は山積みになるほどであったとされる。敗残軍は蛮族の居住地を通過したが、うち7～8割の兵士は飢えにより命を落とし、劉毅もまた駆け付けた羊邃の助けを得てようやく逃げ遂せる事ができた。回復後劉毅は劉裕の慰撫を受けて官位を戻され、劉裕はまた盧循の討伐に成功した。これを知った劉毅は自ら願い出て将軍位を辞した。

### 滅亡
義熙8年（412年）4月、劉毅は荊州・寧州・秦州・雍州の四州都督および河東郡・河南郡・広平郡の司隷その他の役職に異動された。当時荊州の世帯数は10万世帯に満たず、設備も不足していたため、彼は交広二州都督も兼任する事を申し出た。また劉毅は人事刷新のため江陵へと向かい、親友の郗僧施を南蛮校尉に任じ、江州の兵士達10,000人余りを豫州の文武百官として取り立てて温存し、さらに重病を理由に従弟の劉藩を自身の代理として兗州刺史に任じるよう要請した。この動きを見た劉裕は劉毅に謀反の疑いありとして、上奏して劉毅の罪状を並べ立て、並びに安帝の詔の名の下に9月己卯日（11月1日）、劉毅・劉藩・尚書左僕射の謝混の三名に対し自死を命じた。
さらに9月己丑日（11月11日）、劉裕は自ら兵を率いて江陵へと進軍し、王鎮悪と蒯恩を先陣に劉毅の討伐の挙兵を行った。10月己未日（12月11日）、王鎮悪は100隻の戦艦を率いて長江を遡って豫章口に上陸し、使者を送って劉裕の直筆の詔書を提示したが、怒った劉毅はこれを読まずに燃やして破棄した。劉毅は数千の精兵を率いて内城を守ったが、兵士達は劉裕の到来を聞くと戦意を喪失し、王鎮悪の軍が江陵城の東門から討ち入って火を放つと城の防備は瓦解し、劉毅は300人余りの兵達と共に北門から脱出した。そして城外にて王鎮悪の軍を迎撃するも敗北し、疲弊していた蒯恩の軍を破って、何とか外城の東門を通過して江陵から逃れる事に成功し、江陵から二十里余りに位置する牛牧寺に逃げ込んだ。僧侶たちは劉毅の素性を知らなかったが、しかしかつてその寺の住職を務めた昌という名の僧侶が、桓玄の従弟の桓蔚を彼の目から匿ったがために劉毅によって殺害された事があり、そのため見知らぬ人間を泊める事はできないと劉毅の宿泊を断った。絶望した劉毅は「自らの行いが、ここで帰ってくるとは！」との言葉を残して自ら首を吊って自殺し、遺体は江陵に送られて斬首され、その子弟なども全て処刑された。